# Cmentarz parafialny w Słomczynie
Cmentarz parafialny w Słomczynie, cmentarz w Słomczynie, cmentarz słomczyński; właśc. cmentarz parafii św. Zygmunta w Słomczynie – cmentarz rzymskokatolicki znajdujący się we wsi Słomczyn, w gminie Konstancin-Jeziorna, w powiecie piaseczyńskim, w województwie mazowieckim.
Cmentarz powstał pod koniec XIX wieku. 28 grudnia 1988 roku cmentarz wraz ze starodrzewiem zostały wpisane do rejestru zabytków. Obiekt ujęty jest także w gminnej ewidencji zabytków. W rejestrze zabytków znajduje się także kaplica cmentarna hr. Potulickich i Melżyńskich znajdująca się na terenie cmentarza.
Sąsiaduje z cmentarzem wojennym w Słomczynie z czasów I wojny światowej.

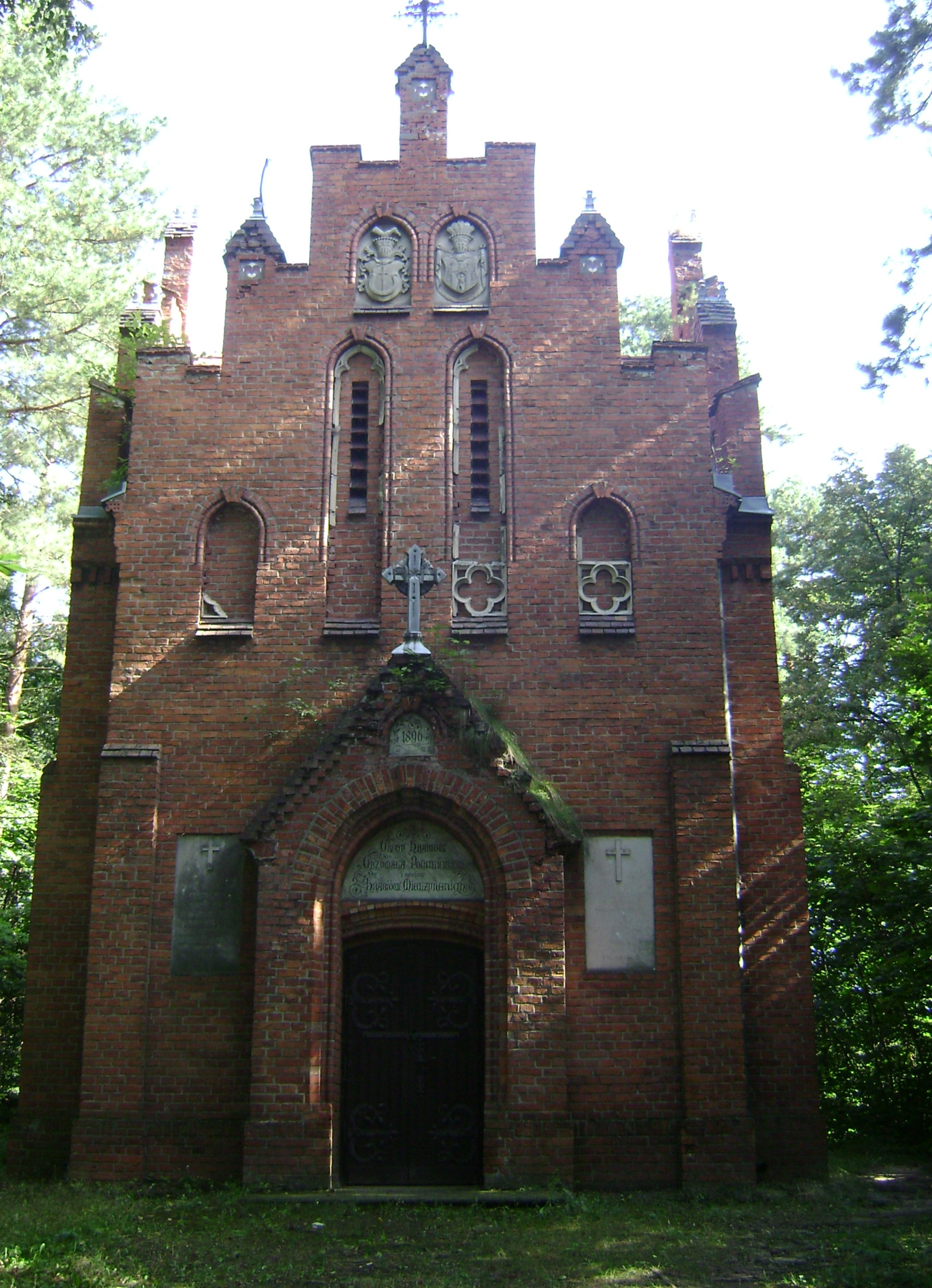
Kaplica hr. Potulickich i Melżyńskich
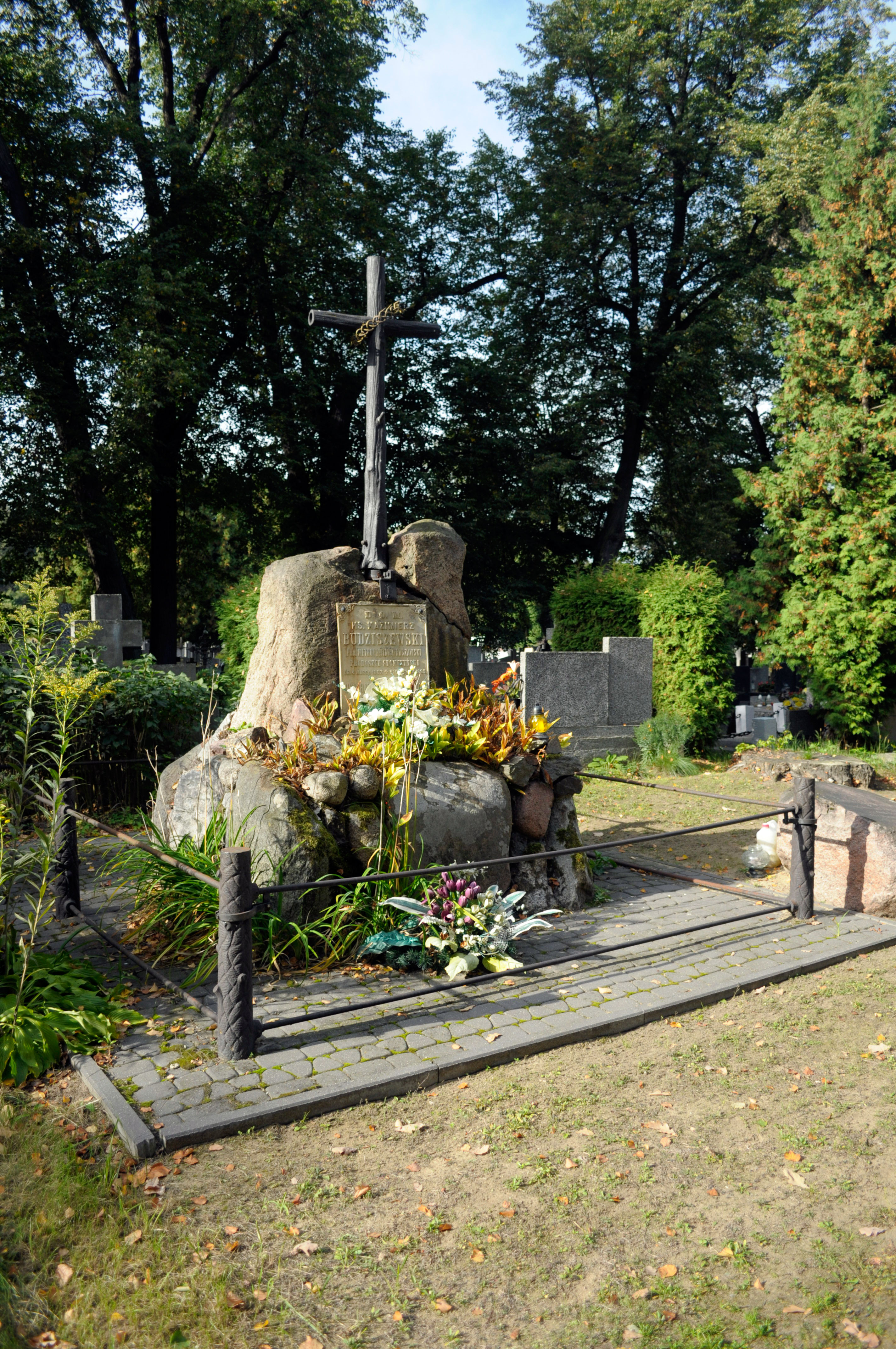
Grób proboszcza ks. Kazimierza Budziszewskiego
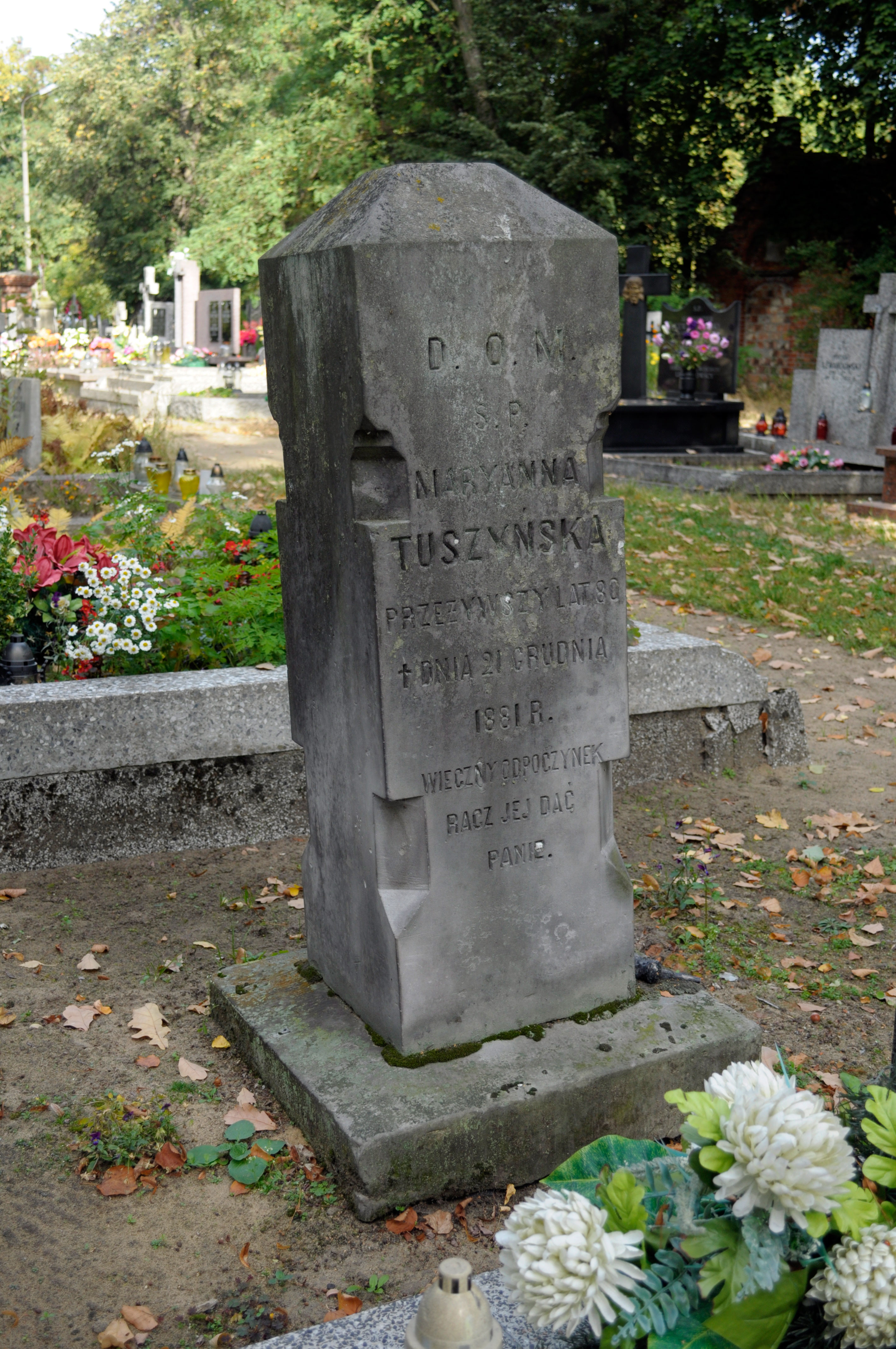
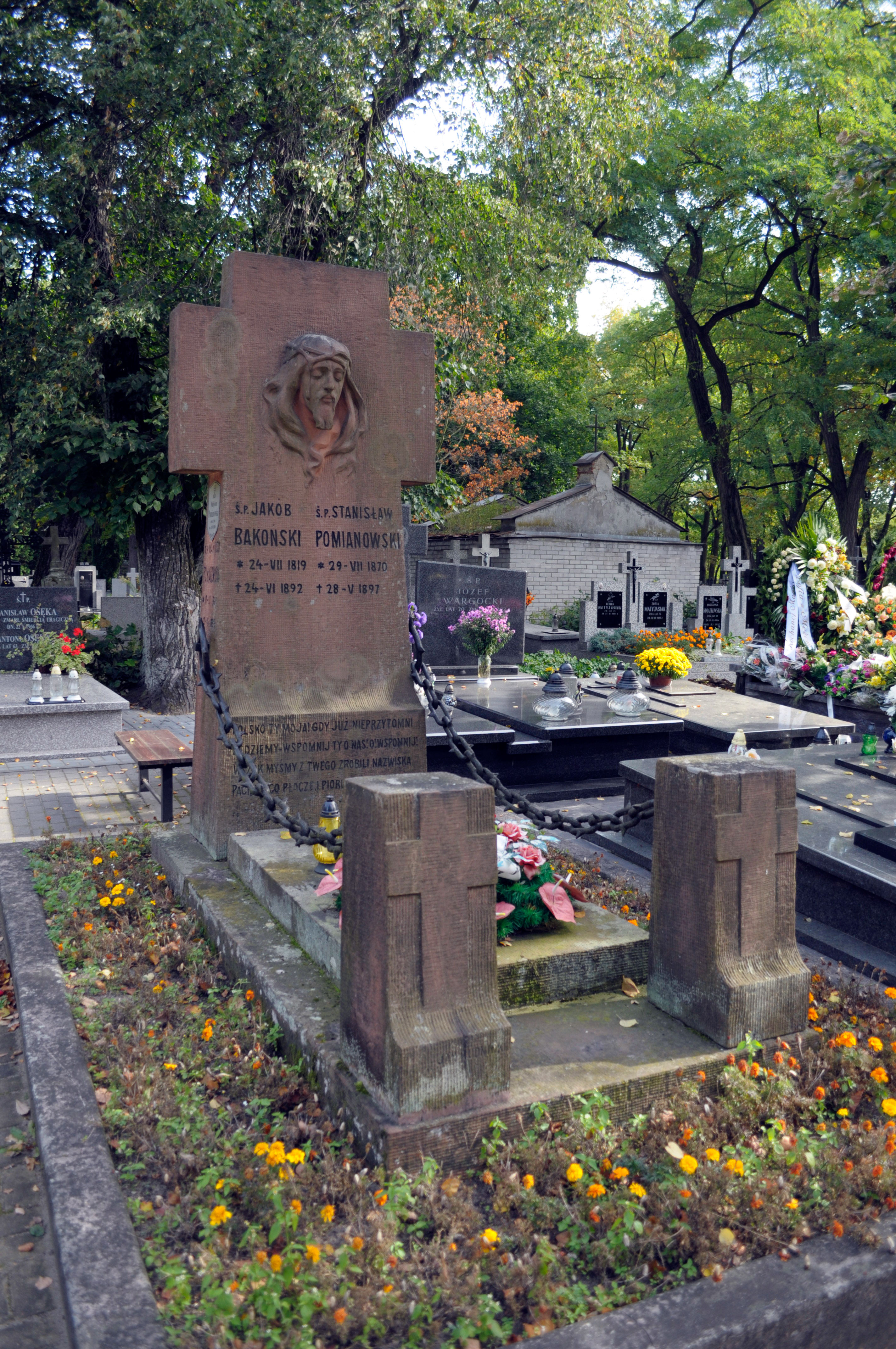
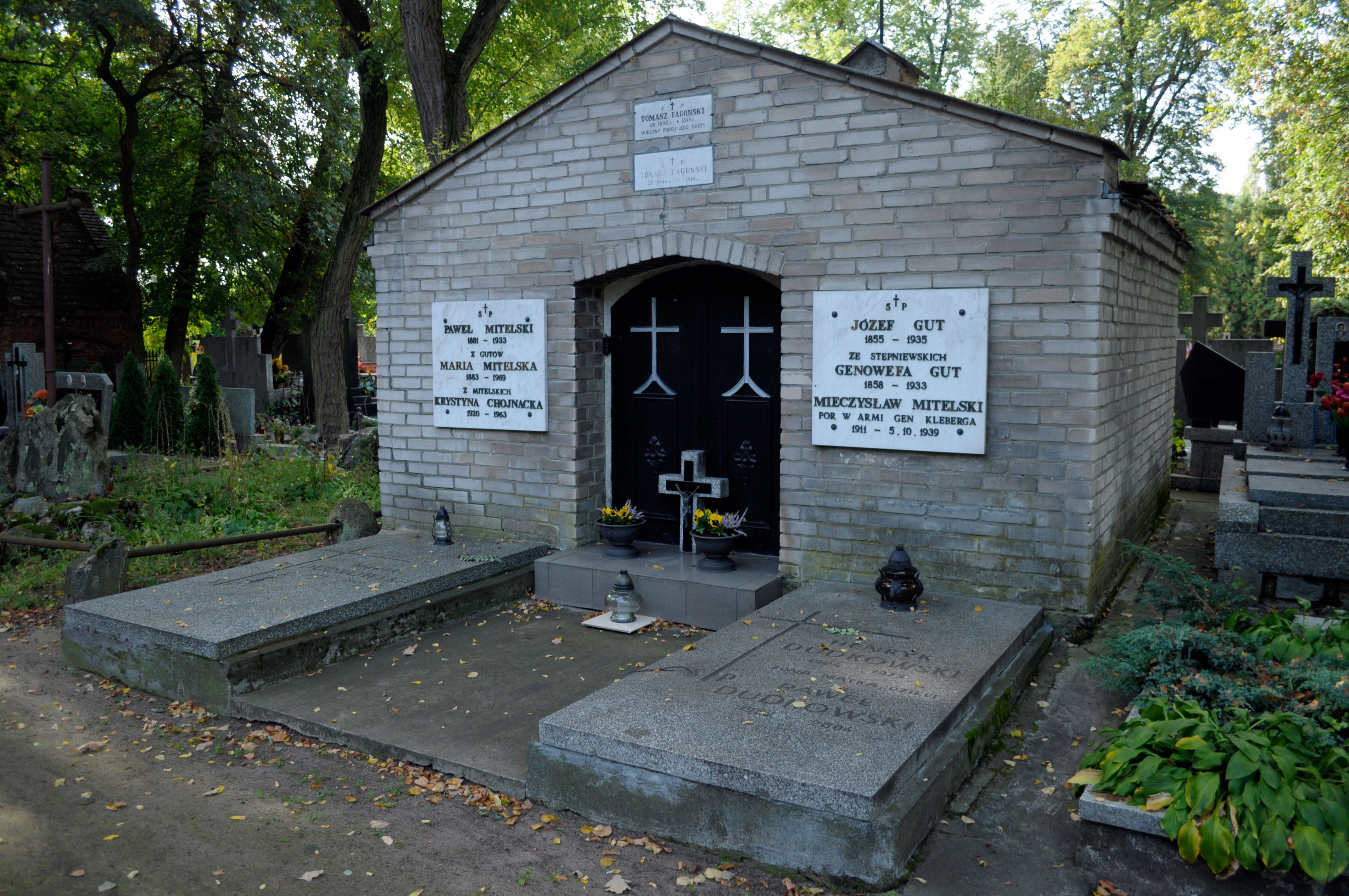

## Osoby pochowane na cmentarzu
- Kazimierz Budziszewski (1807–1893) – polski duchowny rzymskokatolicki, więziony w Cytadeli Warszawskiej za udział w powstaniu styczniowym[4].
- Andrzej Turski (1943–2013) – polski dziennikarz radiowy i telewizyjny, polonista oraz muzyk, członek zespołów muzycznych Chochoły, Pesymiści i Czterech[5][6].